# Otto Kesselkaul
Eduard Otto Robert Joseph Hubert Kesselkaul (* 19. Oktober 1863 in Burtscheid; † 20. Dezember 1933 in Bonn) war ein preußischer Landrat in den Kreisen Mayen und Düren.

## Leben
Otto Kesselkaul war ein Sohn des Tuchfabrikanten und Geheimen Kommerzienrats Ludwig Robert Emil Hubert Kesselkaul und dessen Ehefrau Anna Rosa Franziska Kesselkaul, geb. Hartung († 31. Mai 1912 in Aachen). Nach dem Besuch des Königlichen Gymnasiums zu Aachen und der 1885 abgelegten Reifeprüfung absolvierte er bis 1888 in Freiburg, München, Berlin und Bonn ein Studium der Rechts- und Kameralwissenschaften. Nach der am 16. Juni 1888 erfolgten Ersten juristischen Prüfung beim Oberlandesgericht Köln wurde er am 26. Juni 1888 als Gerichtsreferendar vereidigt und bei wechselte in der Folge am 29. August 1890 und unter Ernennung zum Regierungsreferendar in die Innenverwaltung, zur Regierung Trier. Am 8. Juli 1893 zum Regierungsassessor ernannt, wurde er nachfolgend Hilfsarbeiter beim Landratsamt Düren, beim Polizeipräsidium Frankfurt am Main sowie bei der Steuerverwaltungsveranlagungskommission der Stadt Frankfurt am Main. Zum 9. Juni 1899 wurde er an die Regierung Wiesbaden verwiesen. Am 20. März 1900 wurde er zum kommissarischen und am 16. November 1900 auch definitiv zum Landrat des Kreises Mayen ernannt. Nach knapp 9 Jahren Dienst in Mayen wurde er am 29. Juni 1909 mittels Erlass zum kommissarischen Landrat des Kreises Düren ernannt. Die Übernahme der Dienstgeschäfte in Düren erfolgte am 15. Juli 1909 sowie die definitive Versetzung mittels Allerhöchster Kabinettsorder am 3. Januar 1910. Noch während des Ersten Weltkriegs von höchster Stelle mit dem Titel als Geheimer Regierungsrat ausgezeichnet (13. Januar 1917), wurde Kesselkaul schließlich auf eigenes Gesuch vom 8. Juli mit Erlass vom 15. September zum 1. Oktober 1920 pensioniert.

## Familie
Otto Kesselkaul heiratete am 19. Oktober 1894 in Köln Elisabeth Tillmann, Tochter des Kölner Rentners und vormaligen Hoteliers Carl Tillmann aus Köln und dessen Ehefrau Therese Tillmann geb. Guilleaume.